# Sidérite
Cet article concerne le minéral. Pour les météorites appelées sidérites, voir Météorite ferreuse.
La sidérite est une espèce minérale composée de carbonate de fer de formule brute FeCO3 avec des traces de Mg ; Mn ; Ca ; Co ; Zn. Rarement pure, la sidérite contient souvent du magnésium et du manganèse et forme une solution solide continue avec la magnésite et la rhodochrosite. En revanche, la substitution calcium par fer est limitée en raison de la différence des rayons ioniques. 

Altérée par oxydation à l'air humide, elle se transforme en limonite en prenant une coloration brun-noir, beaucoup d'échantillons de sidérite sont en fait des pseudomorphoses en limonite.

## Historique de la description et appellations

### Inventeur et étymologie
Décrit  par  Wilhelm Karl Ritter von Haidinger en 1845. Du grec ancien σίδηρος / sídēros, « fer », par allusion à sa composition chimique.

## Synonymie
- fer spatique (Jean-Baptiste Romé de L'Isle 1783) [4] ;
- junckérite (Armand Dufrénoy 1832) [5] ;
- oligonite [6] ;
- sidérose (François Sulpice Beudant 1832) [7] ;
- thomaïte (Meyer 1845) [8].

À noter que le terme sidérite peut aussi désigner :
- selon Bergmann, la pharmacosidérite ;
- selon Daubret, un groupe de météorites composées principalement de ferro-nickel. Synonyme aërosiderite (Maskelyne 1863 [9]). Ce terme ne doit plus être employé, au profit de l'expression « météorite de fer » pour éviter la confusion avec le minéral présenté ici ;
- selon Moll (1799), la lazulite.

## Caractéristiques physico-chimiques

### Critères de détermination
En tube fermé décrépite et noircit, devient magnétique. Effervescence lente avec HCl à chaud avec coloration jaune de la solution. En ajoutant une goutte de ferrocyanure de potassium on obtient, en présence de fer, une couleur bleue.

### Variétés
- bemmélénite : variété colloïdale et amorphe de sidérite décrite par le minéralogiste russe F. V. Churkhrov en 1936 [10].
- calciumsidérite (Ca-sidérite des anglosaxons) : variété calcique de sidérite de formule idéale (Fe, Ca)CO3. Décrite par Johann August Friedrich Breithaupt en 1847 sous le nom de siderot[11]. Cette variété se rencontre en Autriche, au Canada (Ontario), et en Norvège (Spitzberg)
- chalybite : (Synonyme fer carbonaté Armand Dufrénoy 1827 [12]) mélange de sidérite et de charbon (variété de minerai).
- cobalto-sphaérosidérite : variété cobaltifère de la sidérite décrite par l'autrichien R. Reissner (1935)[13].
- manganosidérite (Syn: manganoan siderite) : variété maganésifère de sidérite de formule idéale (Fe, Mn)CO3. Trouvée dans de nombreux gisements: En France au Kaymar, Lunel, Aveyron[14]. Au Canada à Poudrette (Mont Saint-Hilaire) Québec.
- magniosidérite (Syn: Mg-rich siderite ; magnesian siderite) : variété magnésifère de sidérite de formule idéale (Fe, Mg)CO3. Trouvée dans de très nombreux gisements notamment en Valais[15].
  - pistomésite (Genre masculin) : variété de magniosidérite pour un rapport fer/magnésium de 70:30 à 50:50. Décrite par Johann August Friedrich Breithaupt à Thurnberg, Flachau, Radstadt, Salzburg, Autriche en 1847 [16].
  - sidéroplésite : variété de magniosidérite pour un rapport fer/magnésium de 70:30 à 90:10. Décrite par Johann August Friedrich Breithaupt en 1858[17].
- sphaérosidérite (syn. sphérosidérite) : variété de sidérite microcristalline, botryoïdale, rencontrée sous forme de nodules ou sphères indépendants.
  - pélosidérite : variété de sphaérosidérite (F. Zirkel)[18],[19].
- sidérite zincifère (Syn. zincian siderite) : variété de sidérite microcristalline zincifère. Trouvée en Namibie à Tsumeb mais aussi en Belgique à La Mallieue, Engis, Liège[20].

### Cristallochimie
- Elle forme des séries complètes avec la magnésite et la rhodochrosite.
- Elle fait partie du groupe de la calcite.

Le groupe de la calcite est composé de minéraux de formule générale ACO3, où «A» peut être un ou plusieurs ions métalliques (+2) tout particulièrement le calcium, le cobalt, le fer, le magnésium, le zinc, le cadmium, le manganèse et/ou de nickel. La symétrie des membres de ce groupe est trigonale.
- Calcite (CaCO3)
- Gaspéite ({Ni, Mg, Fe}CO3)
- Magnésite (MgCO3)
- Otavite (CdCO3)
- Rhodochrosite (MnCO3)
- Sidérite (FeCO3)
- Smithsonite (ZnCO3)
- Sphérocobaltite (CoCO3)

### Cristallographie
- Paramètres de la maille conventionnelle : a = 4,72 Å, c = 15,46 Å, Z = 6 ; V = 298,28 Å3
- Densité calculée = 3,87
- Lorsque la température est inférieure à 38 K, la sidérite possède des propriétés d'antiferromagnétisme. Le champ cristallin est faible et les spins portés par les atomes de fer sont alors alignés selon l'axe c de la maille hexagonale.

## Gîtes et gisements

### Gîtologie et minéraux associés
GîtologieCommune dans les roches sédimentaires, dans les veines hydrothermales, associée avec plusieurs gîtes métalliques (Ag, Fe, Cu, Pb). La sidérite peut aussi former des filons, fréquents dans les terrains carbonifères, de telle sorte que certaines mines (surtout en Angleterre) fournissaient à la fois de la houille et du minerai de fer (fer des houillères) au XIXe siècle.
La sidérite est très présente à l'intérieur des sols (sédiments lacustres, estuaires, sources riches en carbonates) et s'étend jusqu'aux sous-sols profonds (roches, minéraux et sédiments). Elle a aussi été identifiée dans les matériaux extraterrestres (météorites, poussières interplanétaires).
Elle peut être formée par voie organique ou par voie inorganique.
Minéraux associésQuartz, barytine, fluorite, pyrite.

## Exploitation des gisements
UtilisationsPeut être exploité comme minerai de fer.
Malgré leur faible dureté certaines pierres peuvent être taillées comme gemme de collection.

## Gisements remarquables
- Angleterre :

Redruth, St Day District, Cornouailles.
- Brésil :

Mine Morro Velho, Nova Lima, Minas Gerais,
- Canada :

Carrière Poudrette, Mont Saint-Hilaire, Rouville Co., Québec.
- France :

Carrière du Rivet, Peyrebrune, Réalmont, Tarn, Midi-Pyrénées
Allevard, Isère, Rhône-Alpes

## Galerie photographique

### France

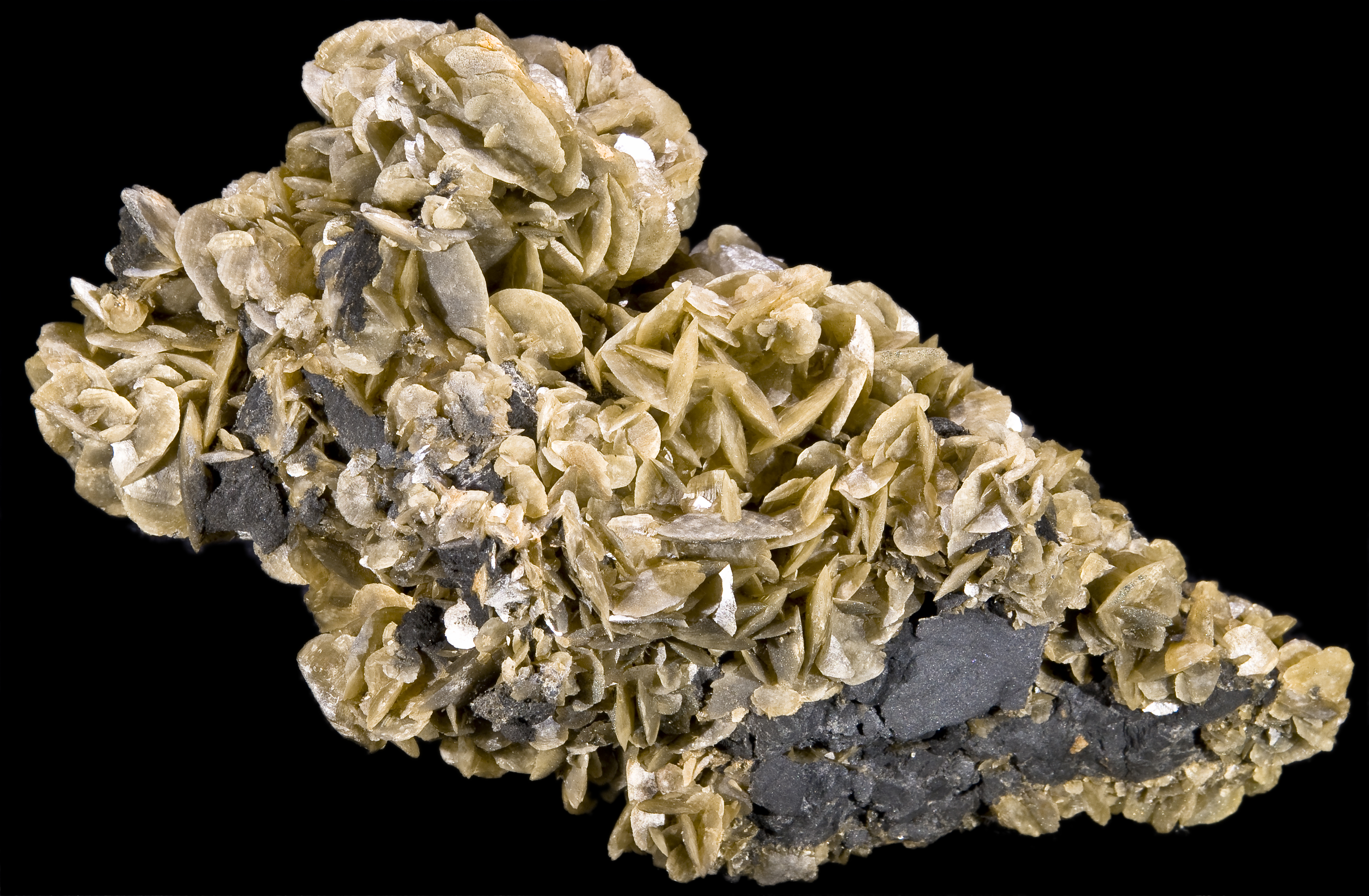
Sidérite - Carrière du Rivet, Tarn - (12 × 7 cm)
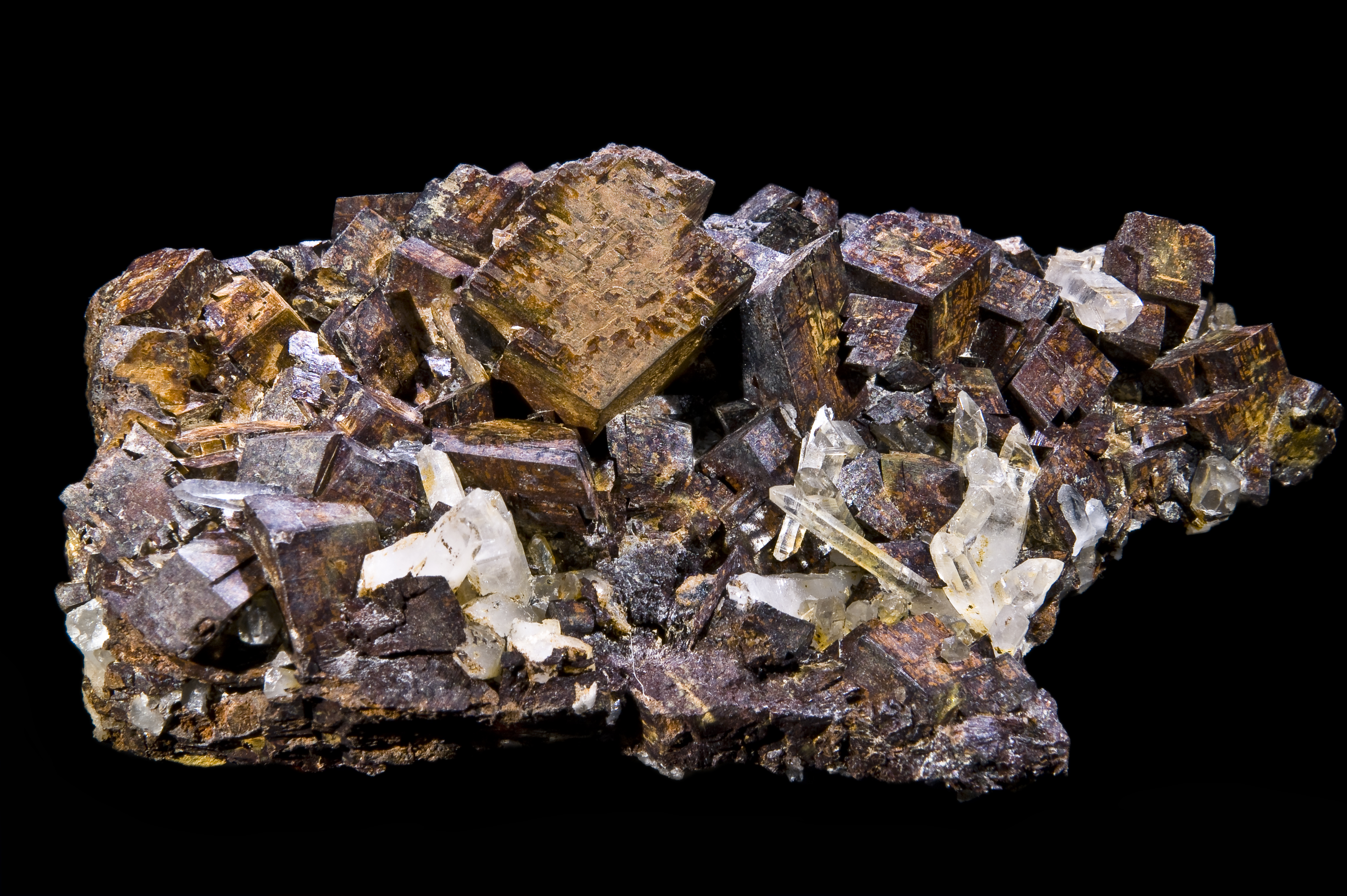
Sidérite pseudomorphose en limonite avec quartz
- Allevard Isère - (8,3 × 4,4 cm)
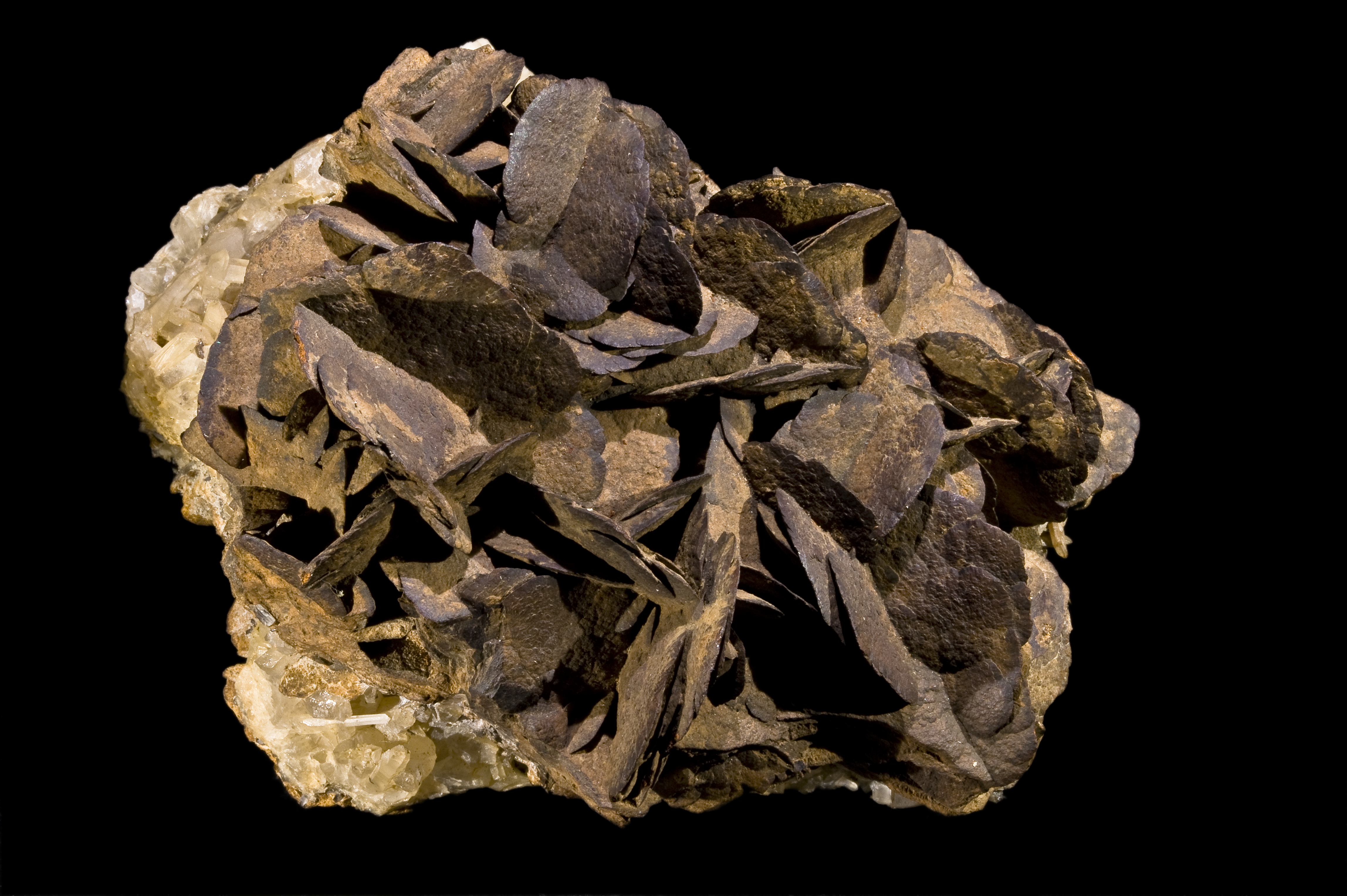
Sidérite pseudomorphose en limonite - Allevard Isère - (14 × 12 cm)

### Monde

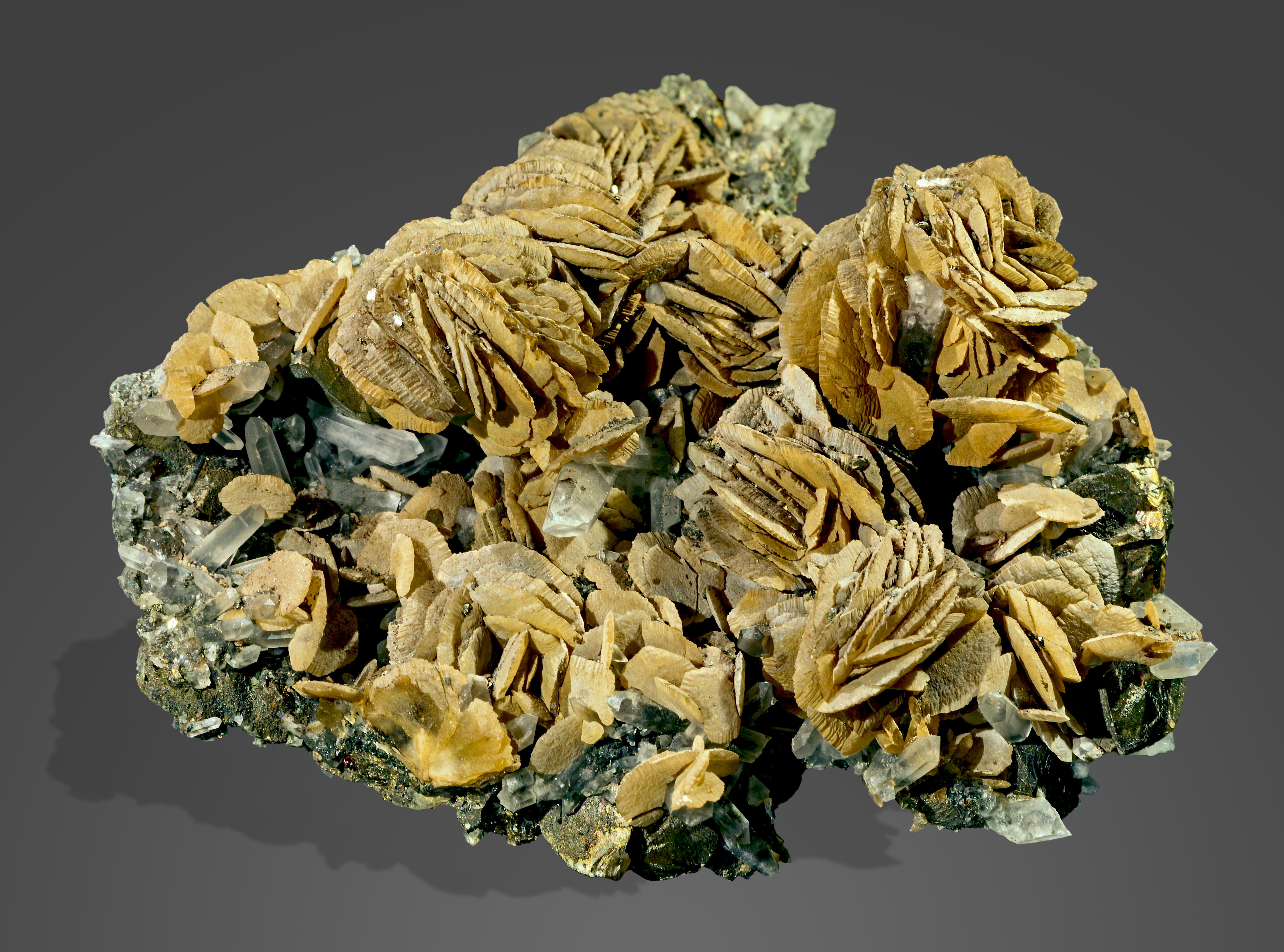
Sidérite - Redruth Angleterre- (4,3 × 3,5 cm)
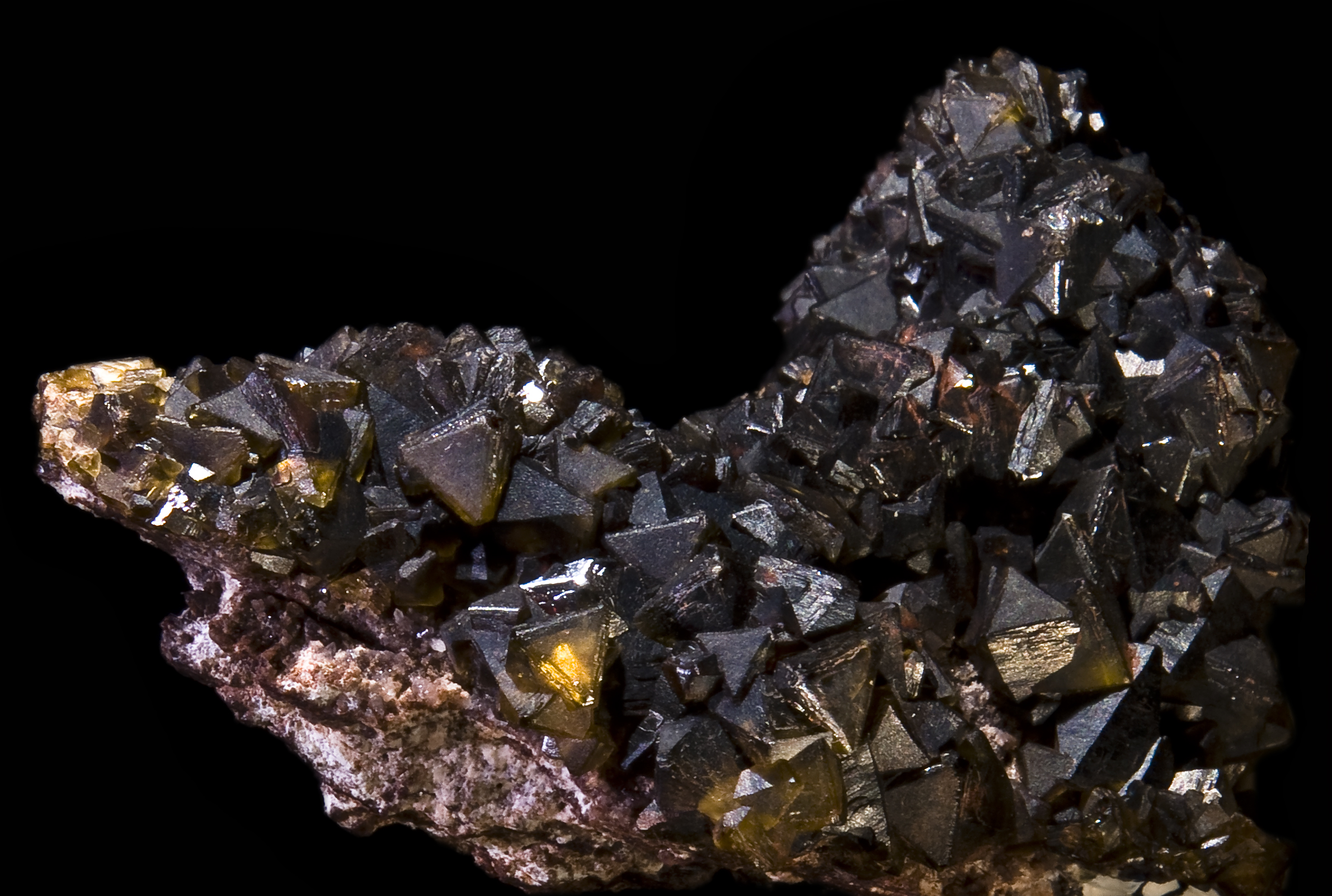
Sidérite - Redruth Angleterre- (4,5 × 3,1 cm)
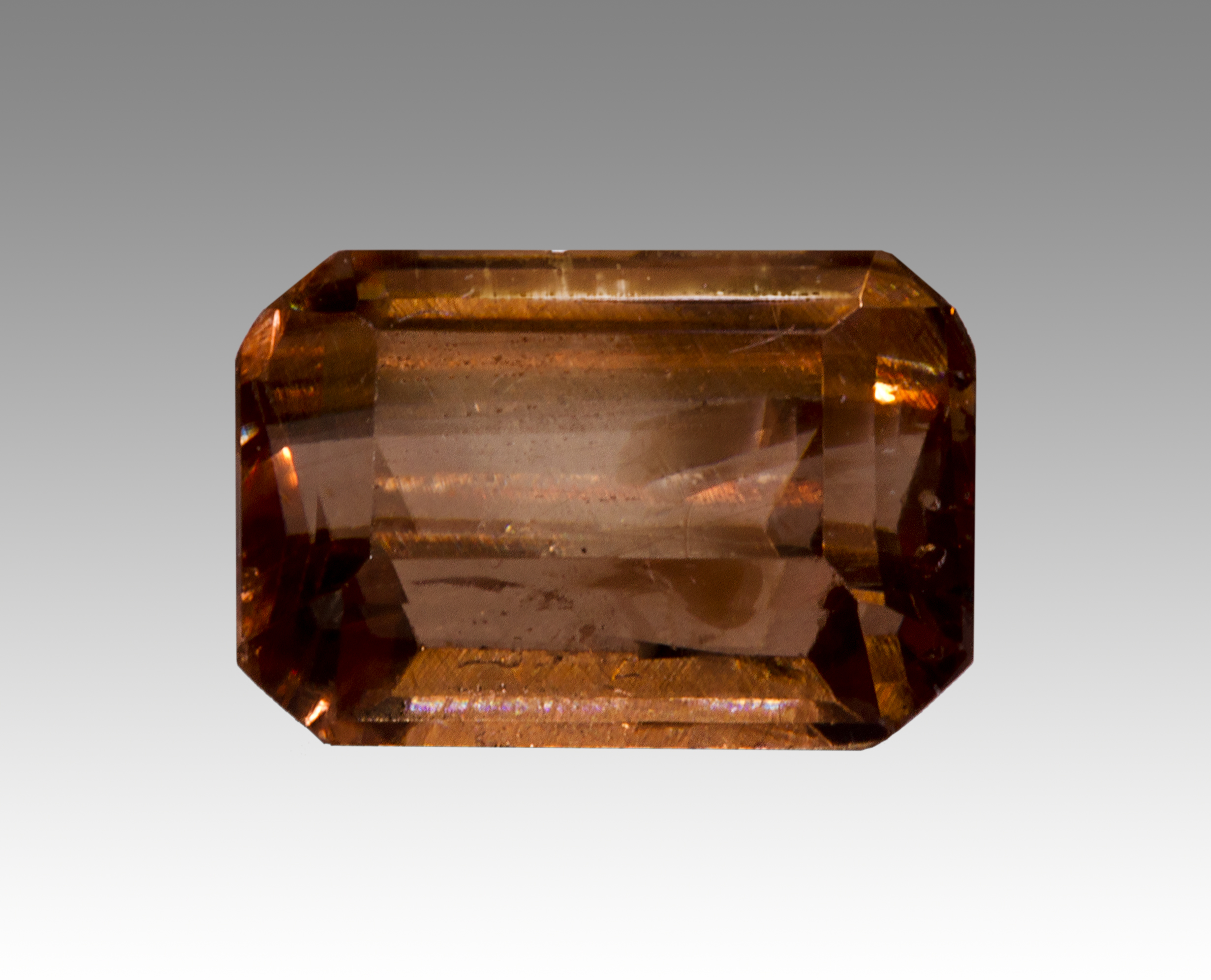
Sidérite taillée - Minas Gerais, Brésil

### Variétés de la sidérite
- Manganosidérite et albite 

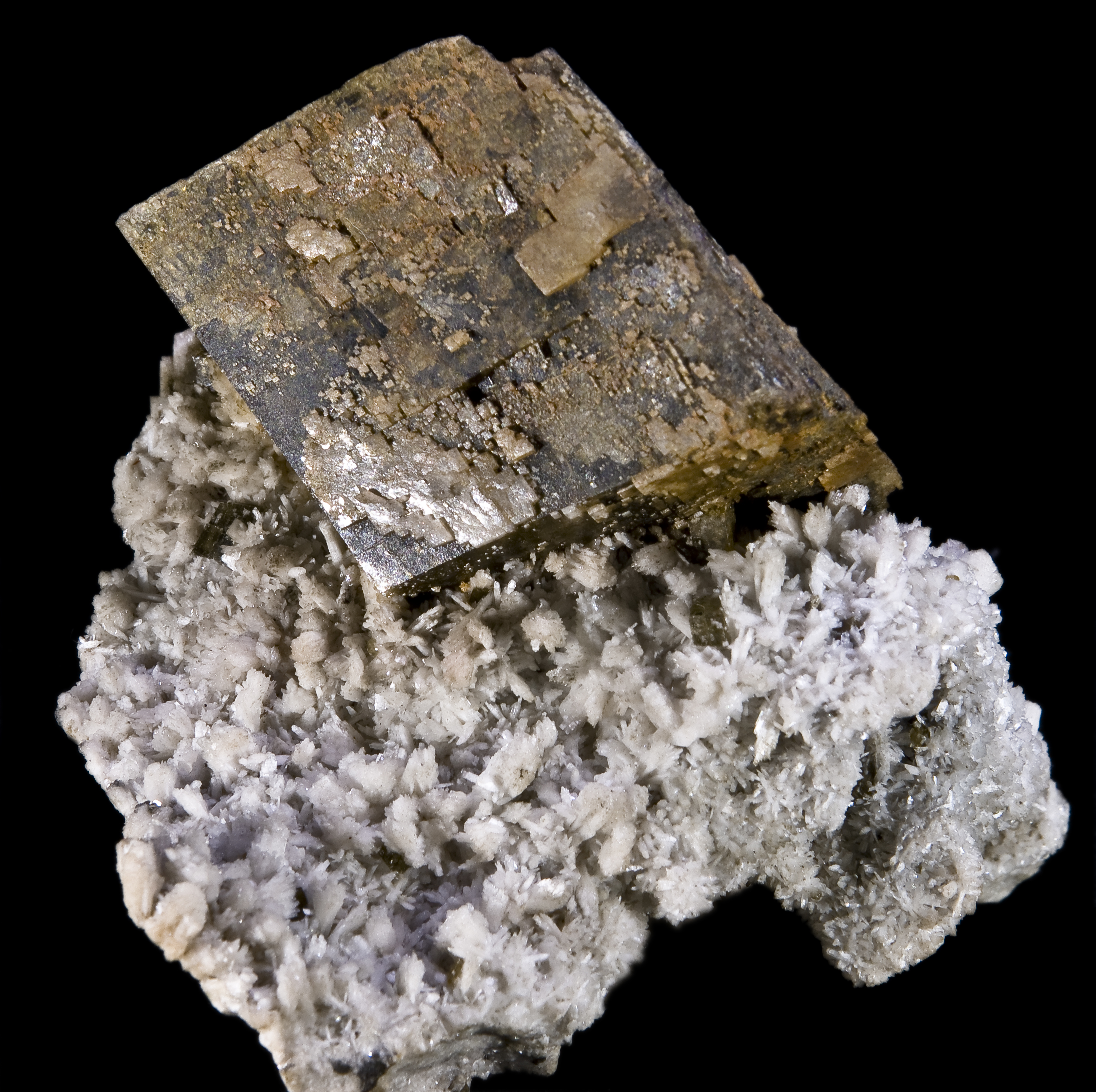
Carrière Poudrette, Québec, Canada (8 × 7 cm)
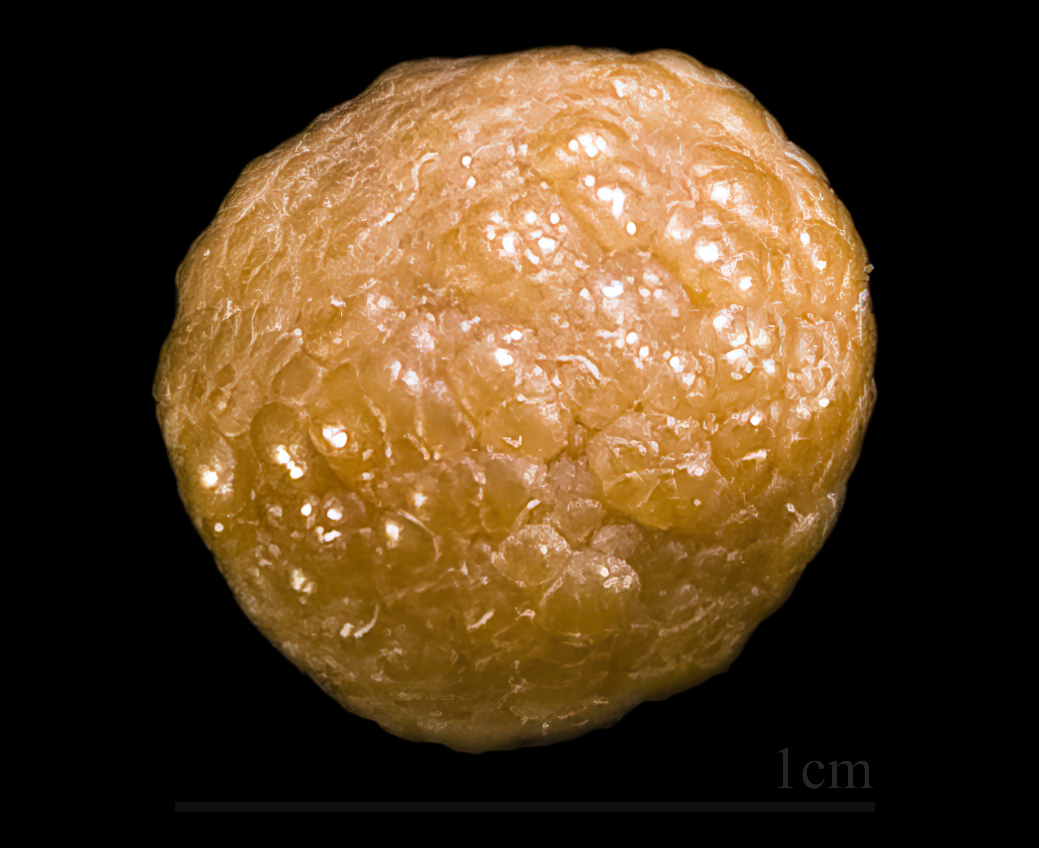
Sphaérosiderite Mines de Batère (Pyrénées Orientales) - France (1 cm)

- Sphaérosiderite  
Mines de Batère (Pyrénées Orientales) - France (1 cm)